# NHK Trophy 2018
NHK Trophy 2018 – czwarte w kolejności zawody łyżwiarstwa figurowego z cyklu Grand Prix 2018/2019. Zawody rozgrywano od 9 do 11 listopada 2018 roku w Hiroszimie.
Złoty medal w konkurencji solistów zdobył Japończyk Shōma Uno, zaś w konkurencji solistek jego rodaczka Rika Kihira. W parach sportowych triumfowali Rosjanie Natalja Zabijako i Aleksandr Enbiert, zaś wśród par tanecznych zwyciężyli Amerykanie Kaitlin Hawayek i Jean-Luc Baker.

## Terminarz
| Data         | Godzina                     | Konkurencja   | Segment          | Segment |
| ------------ | --------------------------- | ------------- | ---------------- | ------- |
| 9 listopada  | 14:20 UTC+09:00 / 6:20 CET  | Pary sportowe | Program krótki   | SP      |
| 9 listopada  | 16:10 UTC+09:00 / 8:10 CET  | Solistki      | Program krótki   | SP      |
| 9 listopada  | 19:05 UTC+09:00 / 11:05 CET | Soliści       | Program krótki   | SP      |
| 10 listopada | 12:45 UTC+09:00 / 4:45 CET  | Pary taneczne | Taniec rytmiczny | RD      |
| 10 listopada | 14:35 UTC+09:00 / 6:35 CET  | Pary sportowe | Program dowolny  | FS      |
| 10 listopada | 16:40 UTC+09:00 / 8:40 CET  | Solistki      | Program dowolny  | FS      |
| 10 listopada | 19:30 UTC+09:00 / 11:30 CET | Soliści       | Program dowolny  | FS      |
| 11 listopada | 11:30 UTC+09:00 / 3:30 CET  | Pary taneczne | Taniec dowolny   | FD      |

## Wyniki

### Soliści
| Poz. | Zawodnik          | Nota łączna | SP | SP    | FS | FS     |
| ---- | ----------------- | ----------- | -- | ----- | -- | ------ |
| 1    | Shōma Uno         | 276,45      | 1  | 92,49 | 1  | 183,96 |
| 2    | Siergiej Woronow  | 254,28      | 2  | 91,37 | 2  | 162,91 |
| 3    | Matteo Rizzo      | 224,71      | 4  | 77,00 | 3  | 147,71 |
| 4    | Vincent Zhou      | 223,42      | 5  | 75,90 | 4  | 147,52 |
| 5    | Dmitrij Alijew    | 219,52      | 3  | 81,16 | 6  | 138,36 |
| 6    | Sōta Yamamoto     | 213,40      | 6  | 74,98 | 5  | 138,42 |
| 7    | Alexander Johnson | 199,75      | 8  | 72,03 | 7  | 127,72 |
| 8    | Deniss Vasiljevs  | 197,60      | 7  | 72,39 | 8  | 125,21 |
| 9    | Lee June Hyoung   | 188,26      | 11 | 66,16 | 9  | 122,10 |
| 10   | Hiroaki Sato      | 185,18      | 10 | 67,38 | 11 | 117,80 |
| 11   | Kevin Reynolds    | 182,67      | 12 | 61,14 | 10 | 121,53 |
| 12   | Jarosław Paniot   | 173,64      | 9  | 68,59 | 12 | 105,05 |

### Solistki
| Poz. | Zawodniczka              | Nota łączna | SP | SP    | FS | FS     |
| ---- | ------------------------ | ----------- | -- | ----- | -- | ------ |
| 1    | Rika Kihira              | 224,31      | 5  | 69,59 | 1  | 154,72 |
| 2    | Satoko Miyahara          | 219,47      | 2  | 76,08 | 2  | 143,39 |
| 3    | Jelizawieta Tuktamyszewa | 219,02      | 1  | 76,17 | 3  | 142,85 |
| 4    | Mai Mihara               | 204,20      | 3  | 70,38 | 5  | 133,82 |
| 5    | Mariah Bell              | 198,96      | 7  | 62,97 | 4  | 135,99 |
| 6    | Lim Eun-soo              | 196,31      | 4  | 69,78 | 6  | 126,53 |
| 7    | Alona Leonowa            | 194,15      | 6  | 68,22 | 7  | 125,93 |
| 8    | Courtney Hicks           | 178,07      | 10 | 59,10 | 8  | 118,97 |
| 9    | Marija Sotskowa          | 176,99      | 9  | 60,75 | 9  | 116,24 |
| 10   | Maé-Bérénice Méité       | 162,58      | 12 | 50,49 | 10 | 112,09 |
| 11   | Angela Wang              | 159,36      | 8  | 60,82 | 11 | 98,54  |
| 12   | Kailani Craine           | 154,22      | 11 | 58,21 | 12 | 96,01  |

### Pary sportowe
| Poz. | Zawodnicy                               | Nota łączna | SP | SP    | FS | FS     |
| ---- | --------------------------------------- | ----------- | -- | ----- | -- | ------ |
| 1    | Natalja Zabijako / Aleksandr Enbiert    | 214,14      | 1  | 73,48 | 1  | 140,66 |
| 2    | Peng Cheng / Jin Yang                   | 207,24      | 2  | 70,66 | 2  | 136,58 |
| 3    | Alexa Scimeca Knierim / Chris Knierim   | 190,49      | 4  | 64,75 | 3  | 125,74 |
| 4    | Kirsten Moore-Towers / Michael Marinaro | 189,66      | 3  | 67,70 | 4  | 121,96 |
| 5    | Tarah Kayne / Danny O’Shea              | 164,16      | 5  | 59,00 | 5  | 105,16 |
| 6    | Laura Barquero / Aritz Maestu           | 159,59      | 6  | 55,37 | 6  | 104,22 |
| 7    | Audrey Lu / Misha Mitrofanov            | 149,25      | 7  | 52,35 | 7  | 96,90  |
| 8    | Miu Suzaki / Ryuichi Kihara             | 143,69      | 8  | 49,93 | 8  | 93,76  |

### Pary taneczne
| Poz. | Zawodnicy                             | Nota łączna | RD | RD    | FD | FD     |
| ---- | ------------------------------------- | ----------- | -- | ----- | -- | ------ |
| 1    | Kaitlin Hawayek / Jean-Luc Baker      | 184,63      | 2  | 70,71 | 1  | 113,92 |
| 2    | Tiffany Zahorski / Jonathan Guerreiro | 183,05      | 1  | 75,49 | 4  | 107,56 |
| 3    | Rachel Parsons / Michael Parsons      | 178,64      | 3  | 69,07 | 3  | 109,57 |
| 4    | Lilah Fear / Lewis Gibson             | 177,20      | 7  | 63,91 | 2  | 113,29 |
| 5    | Carolane Soucisse / Shane Firus       | 169,84      | 5  | 66,01 | 5  | 103,83 |
| 6    | Wang Shiyue / Liu Xinyu               | 167,96      | 4  | 66,27 | 6  | 101,69 |
| 7    | Anastasija Skopcowa / Kiriłł Aloszyn  | 159,96      | 6  | 64,53 | 7  | 95,43  |
| 8    | Misato Komatsubara / Tim Koleto       | 154,27      | 9  | 59,40 | 8  | 94,87  |
| 9    | Ołeksandra Nazarowa / Maksym Nikitin  | 153,22      | 8  | 60,20 | 9  | 93,02  |